# Perdrix de Philby
Alectoris philbyi
Pour les articles homonymes, voir Philby.
Espèce
Statut de conservation UICN

 LC  : Préoccupation mineure
La Perdrix de Philby (Alectoris philbyi) est une espèce d'oiseaux de la famille des Phasianidae.
Son nom (ainsi que son épithète spécifique) commémore l'explorateur et ornithologue St. John Philby (1885-1960).

## Distribution
Cet oiseau est endémique de la savane du Piémont arabe du sud-ouest (en) (de Jeddah à Ta'izz au Yémen).

## Habitat
La perdrix de Philby est une espèce d’altitude, généralement entre 2 300 m et 3 700 m, qui affectionne les pentes rocailleuses, les terrasses cultivées et les plateaux montagnards à végétation clairsemée (Yahya 2000, Madge & McGowan 2002). Elle se rencontre à plus haute altitude que celle où vit la perdrix à tête noire.

## Mœurs
Cette espèce a été très peu étudiée. Ses habitudes sont probablement semblables à celles des autres espèces du genre Alectoris.

## Voix
Le répertoire vocal est similaire à celui de la perdrix choukar. Le chant est rythmé et répétitif chak, chak, cha-kar, cha-kar. Cette espèce chante de préférence tôt le matin ou en soirée.

## Nidification
La nidification est très mal connue. La perdrix de Philby est supposée monogame. Le nid est situé sous un buisson ou un rocher. La ponte aurait lieu en juillet-août au Yemen (Madge & McGowan 2002).

## Statut, conservation
La perdrix de Philbyi n’est pas menacée en Arabie Saoudite, bien qu’une détérioration de l’habitat due au surpâturage ait été notée depuis plusieurs années. À terme le tourisme et la chasse pourraient constituer des menaces supplémentaires, d’autant plus qu’il est de plus en plus facile d’atteindre des zones autrefois difficilement accessibles (Hennache & Ottaviani 2011). Yahya (2000) recommande de mener des études détaillées sur les espèces de perdrix présentes en Arabie Saoudite afin de pouvoir proposer des mesures de conservation à long terme, notamment dans le Tihama et en Asir (province d'Arabie saoudite) où la perdrix de Philby cohabite avec la perdrix à tête noire.